# 大洞真经
上清大洞真經，或稱《上清大洞真經三十九章》，收入《正統道藏》洞真部本文類。該經為道教上清一脈修行要典，被奉为上清諸經之首，據傳若得此經，不須金丹之道，讀之萬遍，便可成仙。
《大洞真经》三十九章用歌诀形式敘述存神方法，每章存思一神。书中认为人身各处都有神仙，通过修炼，引天真下降，入布人身，與身中諸神混合，可以“开生门”，“塞死户”，修得“飛昇之道”。
此經在唐宋以前影響很大，其後因內丹術之興起，影響漸衰。

## 題解
上清，指道教天界仙境。《雲笈七籤》：「上清者，宮名也。明乎混沌之表，煥乎大羅之天。靈妙虛結，神奇空生，高浮澄淨，以上清為名；乃眾真之所處，大聖之所經也」。
大洞，指無上之道。《文昌大洞仙經》：「大者，雖天地之大不可加也。洞者，通也。萬物通有此理，即太極之謂。太極既判，天地人三才各極其位，所謂物物具一太極，故總言之，是曰大洞，至高無上之道，即大道之祖」。《大洞玉經疏要十二義》：「大洞乃太虛無上之道」。

## 內容
第一卷為〈誦經玉訣〉，述修煉者誦詠《大洞真經》三十九章之前的存思禮儀，著重存思五方之氣、日月及二十四星。第二至第六卷為〈三十九章經〉，每章存思一神降臨修煉者身中某一部位，默念祝咒，存呼神名，祈請其護衛。
該書在傳授寫演中增修，形成多種異本。《真誥》、《無上祕要》、《上清眾經諸真聖祕》、《上清三真旨要玉訣》、《三洞珠囊》、《上清道類事相》均引《大洞真经》之文。其引文有不見於道藏本者（源自《雲笈七籤·存大洞真經三十九真法》）。

## 注解
- （宋）陳景元《上清大洞真經玉訣義》
- 《雲笈七籤》〈釋三十九章經〉
- （元）衛琪《玉清無極總真文昌大洞仙經注》
- 《太上玉清无極總真文昌大洞仙經註疏》（收入道藏輯要）
- 《大洞玉經疏要十二義》（收入道藏輯要）
- 蕭登福《上清大洞真經今註今譯》，2006年，青松出版社

## 相關著作
- 《大洞玉經》
- 《太上無極總真文昌大洞仙經》
- 《元始大洞玉經》（道藏輯要本）
- 《大洞雌一玉檢五老寶經》（三奇之二）
- 《洞真太上素靈洞元大有妙經》（三奇之三）
- 《太上九真明科》
- 《上清高聖太上大道君洞真金元八景玉籙》
- 《雲笈七籤·存大洞真經三十九真法》
- 《上清九天上帝祝百神內名經》
- 《大洞玉章經》（收於古書隱樓藏書）

## 考證
張超然主張，《大洞真經》的原本組成，必定包含今本〈大洞玉經〉與〈玉清王祝〉兩部分，而〈天上內音地上外音〉也可能為其組成內容。其餘的部分，〈誦經玉訣〉、〈徊風混合帝一秘訣〉、以及「存念身神」與「消魔玉符」兩小部分，則為後來增附。「存念身神」與「消魔玉符」的部份，源自於《玉清隱書滅魔神慧高玄真經》。〈誦經玉訣〉乃據數部論及《大洞真經》施用方法之經訣科律的指示，結構組合而成。

## 地位
現存上清諸經，諸如金丹服食，導引行氣，佩符投簡，遁甲隱景，踏罡步斗，高奔日月，餐吸雲霞，歌頌禮贊，召神伏魔，禁制虎狼等等道術應有盡有，但尤其重視存思神真，而奉《大洞真經》、《五老雌一寶經》、《素靈大有妙經》為上清三奇之章。
正一道《給籙壇靖元科》規定，受戒道士分九階，稱九品，要授為最高的第一品必須熟悉《大洞真經》和《黃庭經》。

## 外部連結
- 蕭登福：六朝道教上清派存思修鍊法門試論（页面存档备份，存于）
- 陳偉強：意象飛翔：《上清大洞真經》所述之存思修煉（页面存档备份，存于）
- 張超然：《大洞真經》的實踐與發展（页面存档备份，存于）